# Mambo (musica)
Il mambo è un genere musicale nato a Cuba.

## La storia
La storia del mambo comincia nel 1938, quando fu presentata una canzone ballabile intitolata Mambo scritta da Orestes e Cachao. Nel corso degli anni alla musica fu associata una tipica danza, tuttora in voga soprattutto all'Avana, Città del Messico, New York city e nei corsi di ballo latino-americano, con alcune varianti rispetto all'originale.
Gli strumenti a percussione che lo caratterizzano sono le congas, il bongò, le maracas, le claves e la cabasa.
Negli anni cinquanta e sessanta sono stati molti gli artisti e le orchestre ad essere protagonisti di questo genere musicale; in quel periodo la notorietà e il successo della maggior parte di loro sono però rimasti circoscritti ai paesi dell'America Latina, con l'eccezione di Pérez Prado, di José Curbelo (le canzoni La familia e La la la) e di Xavier Cugat e sua moglie, la cantante statunitense Abbe Lane.

## Evoluzione dagli anni settanta
A partire dagli anni settanta un cocktail di ritmi caraibici, nato dall'incontro degli immigrati dell'America Latina a New York, ha dato vita alla salsa, un genere musicale ed un ballo in cui il mambo è tra gli ingredienti fondamentali. Tra i principali rappresentanti del primo periodo: Tito Puente, Mongo Santamaría, Fania All Stars, Celia Cruz, Cheo Feliciano, Ray Barretto, Eddie Palmieri e molti altri.

## Film
Sono stati girati alcuni film ispirati al mambo, a volte limitatamente al titolo e ad alcune sequenze, altre addirittura come leitmotiv della intera pellicola. Nel primo caso va ricordato Mambo, film del 1954 girato dal regista Robert Rossen. Nel cast: Silvana Mangano, Michael Rennie, Vittorio Gassman e Shelley Winters. Nel secondo Mambo Kings, film del 1992 girato da Arne Glimcher con Armand Assante, Antonio Banderas, Cathy Moriarty, Maruschka Detmers.